# پاکده
پاکده (به تاتی: پایده) روستایی در استان گیلان، در نیمه شرقی شهرستان رودبار ،۳۰کیلومتری جهت شرقی شهر لوشان، مرکزبخش عمارلو، شهرجیرنده، است.
پاکده از توابع بخش عمارلو از شهرستان رودبار در استان گیلان واقع در ۳۰ کیلومتری لوشان می‌باشد. این روستا در جنوب غربی جیرنده جای گرفته است.
بافت سنتی و تاریخی روستای پاکده در اثر زلزله مهیب ۳۱ خرداد سال ۱۳۶۹ به کل ویران گشت و تعداد زیادی از مردم نیز جانشان را از دست دادند.
زبان مردم پاکده تاتی است. مردمان این روستا شامل اقوام‌های مختلف ایرانی است که در اثر مهاجرت به این روستا ماندگار شدند و هر یک از این اقوام با نام خاصی در این روستا از دیگر قومیت‌ها متمایز می‌شوند برای مثال قزوینی‌ها، کردها، سیدها، چاقری‌ها، جافری‌ها، بلنگ‌ها و ترک‌ها، البته تعداد قومیت‌ها کم نیست و موارد فوق بخشی از تمام موارد است.
بر اساس کتاب تاریخ گیلان و دیلمستان میر ظهیرالدین مرعشی در بخشی از این کتاب که ایشان از سفر خویش یاد می‌کنند از روستای پاکده که دقیقاً با همین اسم از آن یاد شده است دوبار نام می‌برند، تاریخ تألیف این کتاب به قرن نهم هجری قمری بر می‌گردد و این بدان معناست که روستای پاکده دارای حداقل قدمتی ۶۰۰ ساله است.